# Тархан (Шаранський район)
Тарха́н (рос. Тархан, башк. Тархан) — присілок у складі Шаранського району Башкортостану, Росія. Входить до складу Шаранської сільської ради.
Населення — 174 особи (2010; 179 у 2002).
Національний склад:
- татари — 71 %
- башкири — 27 %